# 도원암귀
《도원암귀》(일본어: 桃源暗鬼)은 우루시바라 유라가 그린 일본의 만화 작품이다. 아키타 쇼텐의 「주간 소년 챔피언」에서 2020년 28호부터 연재 중이다. TV 애니메이션화는 2025년 7월부터 방영될 예정이다.